# Laura Carmine
Laura Yliana Carmine Miranda (Cayey, Puerto Rico, 2 de abril de 1983) es una actriz y conductora puertorriqueña que reside en México.

## Biografía
Nació en Cayey, Puerto Rico. Desde 2001 a 2005 estudia una carrera en publicidad en la Universidad del Sagrado Corazón y otra en Marketing. En 2006, inició una maestría en Mercadotecnia Internacional, sin embargo interrumpió sus estudios cuando realizó un casting en el Centro de Educación Artística de Televisa.

## Carrera
Inició su carrera televisiva en 2010 conduciendo segmentos en programas exclusivos de SKY México y participando como conductora en algunos programas de televisión.
En 2008, inicia su carrera, donde interpreta un pequeño papel en la telenovela mexicana Un gancho al corazón. A partir de ahí llegan propuestas para la actriz, tales como Mi pecado y Corazón salvaje. En 2011, la productora Mapat L. de Zatarain le da la oportunidad de ser la protagonista de la telenovela Ni contigo ni sin ti, donde ganó premio a Actriz Revelación en los Premios TVyNovelas.  En 2012, antagoniza en Amor bravío, producción de Carlos Moreno Laguillo. En 2012, actúa un papel doble en la telenovela ¿Quién eres tú?, en la cual hace el rol de protagonista/antagonista como Natalia Garrido/Verónica Garrido de Esquivel. En 2013, participa en la telenovela La tempestad, en la cual hace el rol de antagonista principal, producción de Salvador Mejía Alejandre.
En 2014, participó en una actuación especial en la recta final de la telenovela De que te quiero, te quiero, producción de Lucero Suárez.
En 2015, participa como antagonista en la nueva producción de Carlos Moreno Laguillo, A que no me dejas, donde interpreta a Nuria Murat, telenovela que la consagró como una gran villana recibiendo un premio TVyNovelas a la mejor villana.
En 2016, participa en una actuación especial en la telenovela Vino el amor, producción de José Alberto Castro donde da vida a Lisa Palacios, esposa de David, interpretado por Gabriel Soto.
En 2017, participa como antagonista en la nueva producción de Ignacio Sada Madero, donde interpretó a la caprichosa Mónica Solana Mi adorable maldición.
En 2021 se une a la producción de José Alberto Castro llamada La desalmada interpretó a Ángela Hinojosa la mejor amiga de Isabela Gallardo Interpretada por Kimberly Dos Ramos compartió créditos con Livia Brito, José Ron y Daniel Elbittar.
En 2022 participa en la cuarta entrega de vencer llamada Vencer la ausencia dónde se metió en la piel de Lenar Ramírez una mamá que tuvo dos hijos con Jerónimo Garrido interpretado por David Zepeda y compartió créditos con Mayrin Villanueva, Ariadne Díaz y Alejandra Barros.

## Vida personal
Carmine tiene heterocromía parcial, es por eso que tiene el ojo izquierdo gris y el derecho gris/café. Ha declarado amar a los animales y estar en contra de la Tauromaquia.

## Filmografía
| Año       | Telenovela                          | Personaje                                      |
| --------- | ----------------------------------- | ---------------------------------------------- |
| 2025      | A.mar, donde el amor teje sus redes | Érika Méndez García                            |
| 2024-2025 | Juegos interrumpidos                | Diana Suarez                                   |
| 2022      | Vencer la ausencia                  | Lenar Ramírez                                  |
| 2021      | La negociadora                      | Federica Reyes                                 |
| 2021      | La desalmada                        | Ángela Hinojosa                                |
| 2019-2020 | Médicos, línea de vida              | Dra. Paulina Serrano                           |
| 2018      | Por amar sin ley                    | Berenice Ortíz de Argudín                      |
| 2017      | Mi adorable maldición               | Mónica Solana Pineda                           |
| 2016      | Vino el amor                        | Lisa Palacios de Robles                        |
| 2015-2016 | A que no me dejas                   | Nuria Murat Urrutia                            |
| 2014      | De que te quiero, te quiero         | Simona Verduzco                                |
| 2013      | La tempestad                        | Esther "Esthercita" Salazar Mata               |
| 2013      | Nueva vida                          | Linda                                          |
| 2012-2013 | ¿Quién eres tú?                     | Natalia Garrido / Verónica Garrido de Esquivel |
| 2012      | Amor bravío                         | Ximena Díaz Santos                             |
| 2012      | Por ella soy Eva                    | Camila de Fairbanks                            |
| 2011      | Ni contigo ni sin ti                | Nicole Lorenti Tinoco                          |
| 2009      | Mi pecado                           | Enfermera Lola                                 |
| 2006      | Dueña y señora                      | Reportera de Telemundo                         |

## Premios y nominaciones

### Premios TVyNovelas
| Año  | Categoría                 | Telenovela           | Resultado |
| ---- | ------------------------- | -------------------- | --------- |
| 2016 | Mejor actriz antagónica   | A que no me dejas    | Ganadora  |
| 2013 | Mejor actriz de reparto   | Amor bravío          | Nominada  |
| 2012 | Mejor revelación femenina | Ni contigo ni sin ti | Ganadora  |

### Premios People en Español
| Año  | Categoría     | Telenovela   | Resultado |
| ---- | ------------- | ------------ | --------- |
| 2013 | Mejor villana | La tempestad | Nominada  |